# Francis Strother Lyon

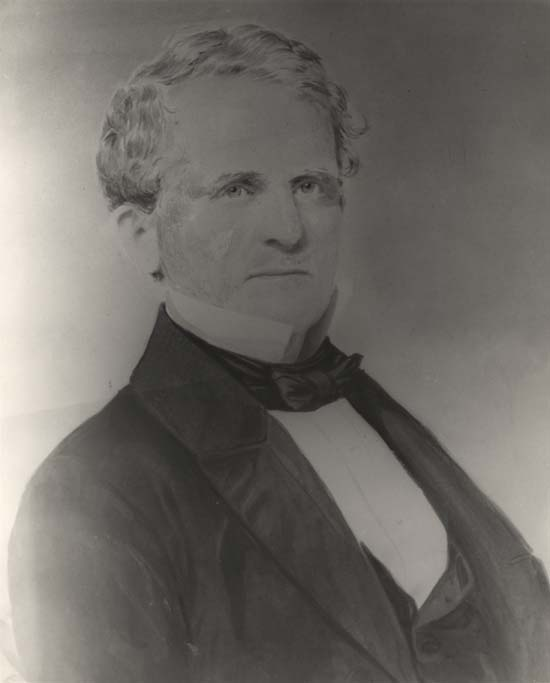
Francis Strother Lyon (um 1830–1859)

Francis Strother Lyon (* 25. Februar 1800 bei Danbury, Stokes County, North Carolina; † 31. Dezember 1882 in Demopolis, Alabama) war ein US-amerikanischer Politiker, der den Bundesstaat Alabama im US-Repräsentantenhaus und im Konföderiertenkongress vertrat.
Der aus North Carolina stammende Francis Lyon zog 1817 ins Marengo County in Alabama. Nachdem er zunächst in einer Bank und als Sekretär am Bezirksgericht gearbeitet hatte, studierte er Jura, wurde 1821 in die Anwaltskammer aufgenommen und begann in Demopolis zu praktizieren.
Von 1822 bis 1830 fungierte er als Sekretär beim Senat von Alabama; zwischen 1833 und 1834 gehörte er der Parlamentskammer selbst als Abgeordneter an. Am 4. März 1835 wurde er Mitglied des US-Repräsentantenhauses, in dem er zunächst die Interessen der National Republican Party vertrat und später zu den Whigs übertrat. Seine Amtszeit endete am 3. März 1839. Als die Staatsbanken von Alabama 1845 vor dem Bankrott standen, wurde Lyon zu einem von drei Kommissaren berufen, die das Bankensystem neu aufbauen sollten; später wurde er alleiniger Kommissar, was er bis zum Abschluss seiner Aufgabe im Jahr 1853 blieb.
Bei der Democratic National Convention 1860 in Charleston gehörte Lyon zu den Delegierten der Südstaaten, die den Parteitag vorzeitig verließen. Im folgenden Jahr war er Abgeordneter im Repräsentantenhaus von Alabama; die Wahl in den provisorischen Konföderiertenkongress lehnte er ab. Von 1862 bis 1865 war er Abgeordneter im ersten und zweiten Konföderiertenkongress.
Nach der Niederlage der Konföderation im Sezessionskrieg setzte Lyon seine juristische Tätigkeit in Alabama fort. 1875 nahm er am Verfassungskonvent des Staates teil, im folgenden Jahr wurde er noch einmal in Alabamas Senat gewählt.